# نیتوری
نیتوری (انگلیسی: Nitori) شرکت خرده‌فروشی ژاپنی است، که در سال ۱۹۶۷ تأسیس شد.